# Single-Bilingual
«Single-Bilingual» — песня британской поп-группы Pet Shop Boys. В 1996 году она была выпущена синглом (это был третий сингл с альбома «Bilingual»), который достиг 14 места в британском музыкальном чарте.

## Список композиций

### CD 1 Parlophone (UK)
1. «Single-Bilingual» (3:30)
2. «Discoteca» (New Version) (3:48)
3. «The Calm Before The Storm» (2:46)
4. «Discoteca» (Trouser Enthusiast's Adventure Beyond The Stellar Empire Mix) (9:30)

### CD 2 Parlophone (UK)
1. «Discoteca» (PSB Extended Mix) (7:02)
2. «Confidential» (Demo For Tina Turner) (4:48)
3. «Single-Bilingual» (Baby Doc Mix) (5:45)
4. «Discoteca» (Baby Doc Mix) (7:19)

### UK Cassette Single
1. «Single-Bilingual» (3:30)
2. «Discoteca» (New Version) (3:48)

## Высшие положения в чартах
| Страна         | Высшая позиция |
| -------------- | -------------- |
| Латвия         | 1              |
| Великобритания | 14             |
| Финляндия      | 17             |
| Швеция         | 39             |
| Германия       | 77             |